# Méregcsók
Méregcsók, valódi nevén dr. Pamela Lillian Isley egy kitalált szereplő, a DC Comics képregényeiben. A szereplőt Robert Kanigher és Sheldon Moldoff alkotta meg. Első megjelenése a Batman 181. számában volt, 1966 júniusában. Méregcsók Batman felettébb kevés női ellenfelei egyike.
Méregcsók a 64. a minden idők 100 legnagyobb képregényes ellenfeleit felvonultató weblapon.

## Jellemzése
Méregcsók eredetileg kémikus és harcos környezetvédő. (Saját jellemzése szerint „a világ legismertebb öko-terroristája”.) Növények iránti imádata odáig fajult, hogy különböző toxinokat juttatott a szervezetébe, melynek eredménye, hogy érintése halálosan mérgezővé vált, és képes előállítani egy feromont, amivel könnyűszerrel elcsábít minden férfit és nőt. Végső formáját és erejét a sorozat 2. évadjában éri el, bőre szürkés-fehér lesz, és halálos érintésén kívül szert tesz a hatalomra, hogy irányítsa a környezetében lévő növényeket, szerinte a "gyermekeit". Így gyakorta azok indáival ejti foglyul ellenfeleit. Az általa manipulált áldozatok tudatában vannak cselekedeteiknek, de képtelenek ellenállni. Egy alkalommal még Supermant is sikerült elbájolnia.
Lásd még az angol nyelvű oldalakon:

## Kinézete
Sok esetben szinte meztelenül, lenge ruházatban jelenik meg. Ám a teste jelentős részét növények levelei takarják. Bőre szürkés- vagy zöldes-fehér. Haja vörös és ugyancsak levelek díszítik.

## Fegyverzete
Méregcsók előszeretettel használ különféle mérgeket. Így az érintése, csókja gyakran mérgező. Ugyanakkor bal karján időnként hord egy apró számszeríjat is, amellyel mérgező nyilakat képes kilőni.

## Képességei
Képessége és szakértelme révén számos egzotikus és veszedelmes növényt termeszt, melyek iránt anyai érzelmeket táplál. E növényeket képes irányítani. Valamint feromonjai által uralni tudja mások cselekedeteit is. Emellett jól képzett a biokémia területén.

## Lakhelye
Legismertebb búvóhelye a Gothami Botanikus kert. Jellemző, hogy minden lakhelyében növények egész dzsungelével veszi körül magát.

## Filmekben
Méregcsókot az 1992-es Batman rajzfilmsorozatban (Batman Animated series) láthattuk. Majd az 1997-ös Batman és Robin című mozifilmben Uma Thurman alakításában.

## Fordítás
- Ez a szócikk részben vagy egészben  a   Poison Ivy (comics) című angol Wikipédia-szócikk fordításán alapul.  Az eredeti cikk szerkesztőit annak laptörténete sorolja fel. Ez a jelzés csupán a megfogalmazás eredetét és a szerzői jogokat jelzi, nem szolgál a cikkben szereplő információk forrásmegjelöléseként.